# Rot-Weiss Essen 1999-2000
Questa voce raccoglie le informazioni riguardanti il Rot-Weiss Essen nelle competizioni ufficiali della stagione 1999-2000.

## Stagione
Nella stagione 1999-2000 il Rot Weiss Essen, allenato da Fritz Fuchs e Klaus Berge, concluse il campionato di Regionalliga ovest-sudovest al 7º posto.

## Rosa
| N. |                     | Ruolo | Calciatore       |
| -- | ------------------- | ----- | ---------------- |
| 1  | Germania (bandiera) | P     | Christoph Müller |
| 7  | Croazia (bandiera)  | D     | Ivan Konjevic    |
| 9  | Germania (bandiera) | A     | Sascha Wolf      |
| 17 | Germania (bandiera) | C     | Ali Bilgin       |
| 20 | Germania (bandiera) | C     | Markus Kaya      |
| 21 | Germania (bandiera) | P     | Frank Kurth      |
| 22 | Germania (bandiera) | D     | Olaf Skok        |
| 22 | Germania (bandiera) | C     | Markus Staar     |
| 24 | Germania (bandiera) | D     | Dennis Brinkmann |
|    | Germania (bandiera) | P     | Thomas Krause    |
|    | Germania (bandiera) | P     | Christian Wetklo |
|    | Ghana (bandiera)    | D     | Ebenezer Ayisi   |
|    | Germania (bandiera) | D     | Marco Cacic      |
|    | Ucraina (bandiera)  | D     | Igor Denysiuk    |
|    | Germania (bandiera) | D     | Nico Niedziella  |
|    | Germania (bandiera) | D     | Jens Renkhoff    |

| N. |                        | Ruolo | Calciatore        |
| -- | ---------------------- | ----- | ----------------- |
|    | Germania (bandiera)    | D     | Dominic Tempel    |
|    | Turchia (bandiera)     | C     | Volkan Arslan     |
|    | Germania (bandiera)    | C     | Siegmar Bieber    |
|    | Germania (bandiera)    | C     | Michael Borzek    |
|    | Germania (bandiera)    | C     | Knut Hartwig      |
|    | Germania (bandiera)    | C     | Michael Hubner    |
|    | Germania (bandiera)    | C     | Marcus John       |
|    | Germania (bandiera)    | C     | Michael Lusch     |
|    | Germania (bandiera)    | C     | Michael Oelkuch   |
|    | Germania (bandiera)    | C     | Marcus Voike      |
|    | Albania (bandiera)     | C     | Armando Zani      |
|    | Turchia (bandiera)     | A     | Tuncay Aksoy      |
|    | Germania (bandiera)    | A     | Marco Antwerpen   |
|    | Germania (bandiera)    | A     | Oliver Ebersbach  |
|    | Inghilterra (bandiera) | A     | Benjamin Galliers |
|    | Camerun (bandiera)     | A     | Collins Tchapda   |

## Organigramma societario
Area tecnica
- Allenatore: Klaus Berge
- Allenatore in seconda:
- Preparatore dei portieri:
- Preparatori atletici:
- Analisi video:

## Calciomercato

### Sessione estiva
| Acquisti | Acquisti         | Acquisti               | Acquisti |
| R.       | Nome             | da                     | Modalità |
| -------- | ---------------- | ---------------------- | -------- |
| C        | Siegmar Bieber   | RW Oberhausen          |          |
| A        | Marco Antwerpen  | Preußen Münster        |          |
| C        | Michael Oelkuch  | Waldhof Mannheim       |          |
| C        | Volkan Arslan    | Hannover 96            |          |
| D        | Marco Cacic      | Waldhof Mannheim       |          |
| D        | Igor Denysiuk    | Remscheid              |          |
| C        | Michael Hubner   | LR Ahlen               |          |
| C        | Ivan Ilečić      | Suhopolje              |          |
| C        | Marcus John      | Paderborn              |          |
| D        | Ivan Konjevic    | RW Oberhausen          |          |
| D        | Nico Niedziella  | Fortuna Colonia        |          |
| D        | Olaf Skok        | Wattenscheid 09        |          |
| C        | Markus Staar     | Pfullendorf            |          |
| P        | Christian Wetklo | Schalke 04 II          |          |
| A        | Sascha Wolf      | Schalke 04             |          |
| C        | Armando Zani     | Eintracht Braunschweig |          |

| Cessioni | Cessioni       | Cessioni      | Cessioni |
| R.       | Nome           | a             | Modalità |
| -------- | -------------- | ------------- | -------- |
| C        | Dirk Helmig    | Bocholt       |          |
| D        | Yasar Kurt     | Wuppertal     |          |
| C        | Thomas Pröpper | Bocholt       |          |
| C        | Eyyüp Uğur     | Gaziantepspor |          |

### Sessione invernale
| Acquisti | Acquisti         | Acquisti      | Acquisti |
| R.       | Nome             | da            | Modalità |
| -------- | ---------------- | ------------- | -------- |
| C        | Markus Kaya      | Schalke 04    |          |
| P        | Christoph Müller | RW Oberhausen |          |

| Cessioni | Cessioni     | Cessioni | Cessioni |
| R.       | Nome         | a        | Modalità |
| -------- | ------------ | -------- | -------- |
| C        | Carsten Hinz | Bocholt  |          |
| C        | Ivan Ilečić  | Vukovar  |          |

## Risultati

### Regionalliga ovest-sudovest

#### Girone di andata
| Arbitro: | Scheppe |

|              |           |  |
| Konjevic 90’ | Marcatori |  |

| Arbitro: | Merk |

|               |           |  |
| Heinsdorf 90’ | Marcatori |  |

| Arbitro: | Pickel |

|                             |           |            |
| Konjevic 8’ (rig.) Wolf 40’ | Marcatori | 4’ Adriano |

| Arbitro: | Weiss |

|            |           |  |
| Gockel 40’ | Marcatori |  |

| Arbitro: | Schneider |

|                            |           |  |
| Konjevic 31’ Wolf 48’, 87’ | Marcatori |  |

| Arbitro: | Schneider |

|  |           |                          |
|  | Marcatori | 7’, 33’ Wolf 45’ Oelkuch |

| Arbitro: | Henes |

|                               |           |                          |
| Schultz 52’ Kiefer 84’ (rig.) | Marcatori | 35’ Oelkuch 82’ Konjevic |

| Arbitro: | Gettke |

|          |           |                    |
| Wolf 14’ | Marcatori | 63’ (rig.) Gerlach |

| Arbitro: | Milic |

|  |           |                      |
|  | Marcatori | 64’ Oelkuch 88’ Wolf |

| Arbitro: | Gruse |

|  |           |                       |
|  | Marcatori | 69’ Nauroth 87’ Šarić |

| Arbitro: | Könen |

|                         |           |                           |
| Klose 55’, 75’ Weis 87’ | Marcatori | 5’ Konjevic 73’ Antwerpen |

| 10 ottobre 1999 12ª giornata |  | – turno di riposo |  |  |

| Arbitro: | Pickel |

|                            |           |                                   |
| Gerov 2’ Krohm 5’ Bamba 8’ | Marcatori | 41’ Renkhoff 60’ Oelkuch 81’ Wolf |

| Arbitro: | Späker |

|                              |           |                                    |
| Wolf 50’ Konjevic 73’ (rig.) | Marcatori | 2’ Teichmann 67’ Papić 72’ Racanel |

| Arbitro: | Sahler |

|                            |           |          |
| Bella 5’ Bieber 33’ (aut.) | Marcatori | 56’ Wolf |

| Essen 6 novembre 1999, ore 15:30 CET 16ª giornata | Rot-Weiss Essen | 0 – 0 referto | Elversberg | Georg-Melches-Stadion (4 145 spett.)\| Arbitro: \| Weber \| |
| Arbitro:                                          | Weber           |               |            |                                                             |

| Arbitro: | Raquet |

|           |           |                |
| Akcay 83’ | Marcatori | 14’ Niedziella |

| Arbitro: | Neis |

|                                           |           |                    |
| Ebersbach 1’ Skok 23’ Konjevic 64’ (rig.) | Marcatori | 84’ (rig.) Holland |

| Arbitro: | Pickel |

|                                      |           |  |
| Shittu 42’ Hey 87’ Jörres 90’ (rig.) | Marcatori |  |

#### Girone di ritorno
| Arbitro: | Perschke |

|  |           |                             |
|  | Marcatori | 8’ Wolf 37’ Skok 89’ Arslan |

| Arbitro: | Schräer |

|                      |           |  |
| Hartwig 17’ Wolf 80’ | Marcatori |  |

| Arbitro: | Sahler |

|                |           |          |
| Siedschlag 59’ | Marcatori | 47’ John |

| Arbitro: | Gebhardt |

|                                            |           |            |
| Skok 27’ Voike 51’ Ebersbach 67’ Aksoy 88’ | Marcatori | 36’ Winter |

| Arbitro: | Schräer |

|                                           |           |                    |
| Donovan 25’, 28’, 44’ Babić 29’ Demir 31’ | Marcatori | 6’ Wolf 88’ Arslan |

| Arbitro: | Henes |

|                               |           |             |
| Wolf 27’ Kaya 69’ Hartwig 76’ | Marcatori | 55’ Schwinn |

| Arbitro: | Perschke |

|               |           |            |
| Wolf 47’, 51’ | Marcatori | 90’ Kiefer |

| Arbitro: | Schneider |

|                      |           |          |
| Susic 13’ Bender 68’ | Marcatori | 45’ Skok |

| Arbitro: | Haupt |

|            |           |           |
| Arslan 56’ | Marcatori | 31’ Iyodo |

| Arbitro: | Milic |

|                                       |           |  |
| van Buskirk 40’, 72’ Bettenstaedt 45’ | Marcatori |  |

| Arbitro: | Wegener-Gärtner |

|                             |           |  |
| Ebersbach 15’ Brinkmann 29’ | Marcatori |  |

| 9 aprile 2000 31ª giornata |  | – turno di riposo |  |  |

| Essen 14 aprile 2000, ore 20:00 CEST 32ª giornata | Rot-Weiss Essen | 0 – 0 referto | LR Ahlen | Georg-Melches-Stadion (7 068 spett.)\| Arbitro: \| Pickel \| |
| Arbitro:                                          | Pickel          |               |          |                                                              |

| Arbitro: | Weber |

|                         |           |  |
| Winkler 79’ Hörster 88’ | Marcatori |  |

| Arbitro: | Gruse |

|                          |           |                    |
| Ebersbach 17’ Bieber 30’ | Marcatori | 26’ Dočev 35’ Enge |

| Arbitro: | Schräer |

|            |           |            |
| Czakon 43’ | Marcatori | 83’ Borzek |

| Arbitro: | Steinborn |

|                          |           |  |
| Brinkmann 55’ Arslan 81’ | Marcatori |  |

| Arbitro: | Raquet |

|                   |           |  |
| Federico 14’, 82’ | Marcatori |  |

| Arbitro: | Friedrichs |

|                               |           |  |
| Bieber 35’ Brinkmann 45’, 55’ | Marcatori |  |

## Statistiche

### Statistiche di squadra
| Competizione                | Punti | In casa | In casa | In casa | In casa | In casa | In casa | In trasferta | In trasferta | In trasferta | In trasferta | In trasferta | In trasferta | Totale | Totale | Totale | Totale | Totale | Totale | DR |
| Competizione                | Punti | G       | V       | N       | P       | Gf      | Gs      | G            | V            | N            | P            | Gf           | Gs           | G      | V      | N      | P      | Gf     | Gs     | DR |
| --------------------------- | ----- | ------- | ------- | ------- | ------- | ------- | ------- | ------------ | ------------ | ------------ | ------------ | ------------ | ------------ | ------ | ------ | ------ | ------ | ------ | ------ | -- |
| Regionalliga ovest-sudovest | 52    | 18      | 11      | 5       | 2       | 33      | 14      | 18           | 3            | 5            | 10           | 22           | 32           | 36     | 14     | 10     | 12     | 55     | 46     | +9 |
| Totale                      | 52    | 18      | 11      | 5       | 2       | 33      | 14      | 18           | 3            | 5            | 10           | 22           | 32           | 36     | 14     | 10     | 12     | 55     | 46     | +9 |

### Andamento in campionato
| Giornata  | 1 | 2 | 3 | 4 | 5 | 6 | 7 | 8 | 9 | 10 | 11 | 12 | 13 | 14 | 15 | 16 | 17 | 18 | 19 | 20 | 21 | 22 | 23 | 24 | 25 | 26 | 27 | 28 | 29 | 30 | 31 | 32 | 33 | 34 | 35 | 36 | 37 | 38 |
| --------- | - | - | - | - | - | - | - | - | - | -- | -- | -- | -- | -- | -- | -- | -- | -- | -- | -- | -- | -- | -- | -- | -- | -- | -- | -- | -- | -- | -- | -- | -- | -- | -- | -- | -- | -- |
| Luogo     | C | T | C | T | C | T | T | C | T | C  | T  |    | T  | C  | T  | C  | T  | C  | T  | T  | C  | T  | C  | T  | C  | C  | T  | C  | T  | C  |    | C  | T  | C  | T  | C  | T  | C  |
| Risultato | V | P | V | P | V | V | N | N | V | P  | P  |    | N  | P  | P  | N  | N  | V  | P  | V  | V  | N  | V  | P  | V  | V  | P  | N  | P  | V  |    | N  | P  | N  | N  | V  | P  | V  |
| Posizione | 5 | 8 | 4 | 8 | 5 | 4 | 5 | 7 | 5 | 6  | 7  | 7  | 8  | 10 | 12 | 11 | 11 | 10 | 11 | 7  | 7  | 8  | 7  | 8  | 8  | 6  | 7  | 7  | 7  | 7  | 7  | 7  | 8  | 8  | 8  | 7  | 8  | 7  |

Legenda:

Luogo: C = Casa; T = Trasferta. Risultato: V = Vittoria; N = Pareggio; P = Sconfitta.

### Statistiche dei giocatori
| T. Aksoy      | 20 | 1  | 0  | 0 |
| M. Antwerpen  | 10 | 1  | 2  | 0 |
| V. Arslan     | 34 | 4  | 10 | 0 |
| E. Ayisi      | 8  | 0  | 0  | 0 |
| S. Bieber     | 17 | 2  | 4  | 0 |
| A. Bilgin     | 0  | 0  | 0  | 0 |
| M. Borzek     | 13 | 1  | 3  | 0 |
| D. Brinkmann  | 30 | 4  | 7  | 0 |
| M. Cacic      | 3  | 0  | 0  | 0 |
| I. Denysiuk   | 18 | 0  | 0  | 1 |
| O. Ebersbach  | 31 | 4  | 2  | 0 |
| B. Galliers   | 2  | 0  | 0  | 0 |
| K. Hartwig    | 35 | 2  | 1  | 0 |
| M. Hubner     | 2  | 0  | 0  | 0 |
| I. Ilečić     | 1  | 0  | 0  | 0 |
| M. John       | 4  | 1  | 0  | 0 |
| M. Kaya       | 17 | 1  | 6  | 0 |
| I. Konjevic   | 33 | 7  | 13 | 1 |
| T. Krause     | 9  | 0  | 0  | 0 |
| F. Kurth      | 15 | 0  | 0  | 0 |
| M. Lusch      | 4  | 0  | 0  | 0 |
| C. Müller     | 15 | 0  | 0  | 0 |
| N. Niedziella | 17 | 1  | 4  | 0 |
| M. Oelkuch    | 14 | 4  | 2  | 0 |
| J. Renkhoff   | 33 | 1  | 9  | 0 |
| O. Skok       | 23 | 4  | 11 | 0 |
| M. Staar      | 1  | 0  | 0  | 0 |
| C. Tchapda    | 0  | 0  | 0  | 0 |
| D. Tempel     | 1  | 0  | 0  | 0 |
| M. Voike      | 31 | 1  | 10 | 1 |
| C. Wetklo     | 0  | 0  | 0  | 0 |
| S. Wolf       | 34 | 16 | 8  | 2 |
| A. Zani       | 11 | 0  | 0  | 0 |